# Enlil-nasir II
Enlil-nasir II, rey asirio (1430 a. C. - 1425 a. C.) del llamado Imperio Antiguo.
Hijo del rey Assur-rabi I, ascendió al trono al expulsar a su hermano Assur-nadin-akhkhe I. Figura en la Crónica real asiria y en un fragmento de la Lista real sincrónica. Sin embargo, no conocemos ningún hecho de su reinado.
Le sucedió su hijo Assur-nirari II.
| Predecesor: Assur-nadin-akhkhe I | Rey de Asiria 1430-1425 a. C. | Sucesor: Assur-nirari II |